# Pouvoir discrétionnaire
En droit administratif, le pouvoir discrétionnaire désigne le pouvoir de l'administration d'agir, de s'abstenir ou de décider avec une marge plus ou moins grande de liberté, en fonction d'une appréciation d'opportunité. Il s'oppose à la compétence liée. Il n'est pas un pouvoir arbitraire car l'administration reste soumise au principe de légalité, elle a une marge de manœuvre qui ne permet qu'un nombre plus ou moins large de choix entre des mesures et comportements légaux.

## Droit canadien
En droit administratif canadien, on distingue entre le pouvoir lié, le pouvoir discrétionnaire et le pouvoir quasi-judiciaire. Dans l'arrêt de principe Baker c. Canada (Ministère de la Citoyenneté et de l'immigration), la Cour suprême du Canada explique que « la notion de pouvoir discrétionnaire s’applique dans les cas où le droit ne dicte pas une décision précise, ou quand le décideur se trouve devant un choix d’options à l’intérieur de limites imposées par la loi ».

## Droit français
En droit français, le pouvoir discrétionnaire est soumis traditionnellement au contrôle de légalité interne et externe, car il est soumis aux obligations essentielles de la légalité, mais le contrôle de la qualification juridique des faits ne sera pas effectué, car le juge n'a pas à se poser la question : il s'agit d'un contrôle restreint. 